# 海南拟䱗
海南拟䱗（学名：Pseudohemiculter hainanensis）为輻鰭魚綱鯉形目鯝科拟䱗属的鱼类，是中国的特有物种。分布于元江、珠江、海南岛、闽江、九龙江、瓯江、钱塘江及长江中下游等，本魚體細長且側扁，自腹鰭至肛門具腹棱，吻尖，口端位，背鰭具硬棘，背鰭鰭條7枚，胸鰭尖，腹鰭鰭條14-15枚，尾鰭深分叉，體被中圓鱗，側線完全，側線鱗47-50枚，下咽齒3行，體色銀色，體側中央具一條淡黃色縱紋，體長可達24公分，棲息在山區溪流底中層水域，生活習性不明。该物种的模式产地在海南岛。其种加词“hainanensis”意为“海南的”。